# جاده ای۱۱۶ (انگلستان)
جاده ای۱۱۶ (به انگلیسی: A116 road) یکی از جاده‌های کشور انگلستان است.
این جاده از ناحیه وانستید شروع و در ناحیه مانور پارک، لندن به پایان می‌رسد، طول این جاده ۲٫۴ کیلومتر است.